# Alain Burosse
Alain Burosse est un homme de médias, et notamment de télévision à Canal +, considéré comme un défricheur et un découvreur de talents en particulier dans l'art émergent de la vidéo. Ayant commencé par la radio à Europe 1, il est aussi réalisateur de documentaires, photographe de polaroids, auteur de livres, organisateur de festivals et commissaire d'expositions. Il est également un activiste gay, à l'origine de la Nuit Gay de Canal+.

## Biographie
Alors qu'il poursuit des études d'histoire de l'art et d'archéologie, Alain Burosse travaille à la magnétothèque d'Europe 1, puis y réalise une émission hebdomadaire de rock pour Pierre Lescure et anime sous l'égide de Marc Garcia Les Mille et deux nuits le week-end avec Bertrand Merino-Peris.
Cette première expérience dans les médias lui ouvre des portes vers la télévision : en 1982 Pierre Lescure lui confie la production artistique d'un programme mensuel surfant sur la scène visuelle punk, new wave et art vidéo, avec Bertrand Merino-Peris et Michel Eli au sein des Enfants du Rock sur Antenne 2, Haute Tension, .

### Canal+
En 1984, Pierre Lescure et Alain de Greef lui proposent la fonction, nouvelle dans l’audiovisuel, de responsable des programmes courts à Canal+, deux mois avant l'ouverture de l'antenne. Il s’agit alors de remplir la case aléatoire des « Surprises », avec des programmes originaux allant de 10 secondes à 25 minutes (pastilles interstitielles/shorts, courts métrages de fiction, animation ou vidéo, clips indiens, etc.).
Signe d'une certaine notoriété au sein de la chaîne, Les Nuls le citent dans l'accroche d'Objectif Nul en 1987 :
« À des millions d'années-burosse de la Terre, un équipage, Zeitoun, Panty, Syntaxeror, le Mercenaire et le capitaine Lamar, dérivent à bord du Libérator. Leur objectif ? NUL ! »
Le succès financier de la chaîne rend possible le préachat de courts métrages (Jan Kounen, Gaspar Noé) ou la production d'émissions spécifiques, à commencer par Avance sur image, émission consacrée à l’art vidéo (Marc Caro, Michel Jaffrennou…) avec la collaboration de Jean-Marie Duhard, produite par Ex Nihilo (1988-1990). La première émission est consacrée à Zbigniew Rybczyński.

#### L'Œil du cyclone
En 1991, jusqu’en 2000, il conçoit comme directeur artistique, avec Patrice Bauchy, Pascale Faure et Joëlle Matos, l’Œil du cyclone, programme hebdomadaire de 26 minutes diffusé le samedi en mi-journée,. Avec des productions et des réalisateurs différents (Jérôme Lefdup, Vincent Hachet, Jean-Baptiste Erreca, Jean-Christophe Averty, Luc Moullet, etc.), l’émission se distingue par son avant-garde visuelle et thématique très éclectique,.
Après l’arrêt de l'émission, sabordée à l'arrivée d'une nouvelle direction à Canal+, plusieurs programmes reprennent l’idée du détournement d’images d’archives, utilisées suivant les sujets : Message à caractère informatif (Nulle part ailleurs, Canal+) ou Dr CAC (France 5). En 1993, Michel Hazanavicius réalise également La Classe américaine : le grand détournement, suivant le même procédé.

#### Les Programmes courts
Les Programmes courts produisent d'autres émissions parmi lesquelles on peut citer : Imagina, réalisée chaque année par Jérôme Lefdup (1990-2000) autour du forum international des nouvelles images de Monte-Carlo ; Cicciolinissima et Derrière Lahaie ; L’Homophobie, ce douloureux problème, réalisée par Lionel Bernard ; La Nuit la plus short, La Nuit de la lune et La Nuit la +, qui donnent lieu à des fêtes mémorables ; La Nuit Cyber mise en forme par Jean-Baptiste Erreca en collaboration avec les Nouveaux Programmes d’Alain Le Diberder. Avec Jean-Pierre Dionnet, qui l'appelle « l'homme le plus transgressif de Canal+ et de la télévision française », il organise des nuits de la transgression et de l'horreur.
De nombreux festivals reçoivent alors le soutien financier de Canal+ à travers les Programmes courts, essentiellement le festival du court métrage de Clermont-Ferrand et le festival d’animation d’Annecy,. En 1993, Canal Plus devient la chaîne du court-métrage avec une programmation supérieure à 43 heures, ce qui représente 300 films chaque année, à raison de 2500 francs la minute en moyenne.

#### La Nuit Gay
Alain Burosse devient très tôt une personnalité du monde gay, puisqu'il se retrouve en couverture du n°0 du Gai Pied, après avoir découvert le militantisme homosexuel au FHAR en 1971 et jeté une poubelle sur Jean Poiret à la sortie de La Cage aux folles.
L'Œil du cyclone consacre une émission à l’histoire du mouvement homosexuel depuis les émeutes de Stonewall, Fier.e.s de l’être, présentée par Alex Taylor et diffusée le jour de la Gay Pride en 1994.
En 1995, sa position à la télévision et la volonté de Canal+ de se démarquer lui donnent la possibilité de suggérer une première Nuit Gay, où il a carte blanche, avec Joëlle Matos et en collaboration avec Nicolas Plisson. L'émission est mise en forme par Jean-Baptiste Erreca et diffusée le 23 juin. C'est un succès, battant le record d'audience de la Nuit Johnny. Les rues du Marais, quartier gay à Paris, sont vides ce soir-là mais les bars sont pleins, l'émission étant diffusée en crypté,. L’émission se termine par un montage, inédit à la télévision francaise, de vidéos X gay.
En 1996, A vous Cognacq-Gay suit en direct la Gay Pride de Paris en direct sur Canal+. En 1997, l’émission Eurogayvision fait le tour de l’Europe - réalisée par Jean-Baptiste Erreca. D’autres Nuits Gay suivront sur Canal+, y compris après le départ d'Alain Burosse en 2000, sous l’égide de Pascale Faure.

## Autres activités

### Réalisateur
Il passe lui-même derrière la caméra, uniquement pour des documentaires car dit lui-même n'être pas à l'aise avec la fiction :
- Glozel ou le mythe au logis[25] ;

- Branlements progressifs du plaisir, co-réalisé avec Lionel Bernard[26] ;

- Siwa, une oasis égyptienne[27] ;

- Poubell's girls[28] ;

- I Love Keith Haring[29] ;

- FarraH, l'être ange[30], co-réalisé avec Sébastien Petit et  Jean-Baptiste Erreca [31] ;

- L'Île de la jeunesse éternelle[32], en collaboration avec Danielle Palau.

### Festivals, expositions
Son activité à Canal+ l'amène à fréquenter assidûment les festivals de courts métrages. Il y participe de plus en plus activement, parfois en tant qu'intervenant lors de débats, parfois en tant que partenaire comme à Annecy et Clermont-Ferrand, (2003-2013).
De 2004 à 2008, il est « présidente » du FFGLP (Festival du film gay et lesbien de Paris, devenu Chéries-Chéris).
MK2 lui confie la programmation d'un festival ; il est membre de la commission des œuvres électroniques de la SCAM (2004-2011), président de la commission des prix de qualité aux courts métrages du CNC (2008), ainsi que du jury du FICAM à Meknès (Maroc) en 2017  et du festival international du film Cine Pobre de Gibara (Cuba).
Il est l'un des programmateurs de l'Étrange festival au Forum des images de Paris, et vice-président du festival depuis 2009.
En 2019, il est commissaire général de l’exposition Champs d’amours, avec Jean-Baptiste Erreca, Laurent Bocahut, Didier Roth-Bettoni et Michèle Collery, qui présente à l'Hôtel de ville de Paris le cinéma LGBT dans tous ses états depuis ses origines en 1919.

### Polaroids
En tant que photographe, sa démarche se rapproche des programmes vidéo proposés sur Canal+ en travaillant sur des Polaroids trafiqués et peints et sur des images numériques. Ses photos ont souvent pour cadre le Maroc où il réside fréquemment. Il est le sujet du Cinématon #973 de Gérard Courant où on l'y voit travailler sur un Polaroid.
Il est invité à plusieurs expositions personnelles et collectives, entre autres : Zerbia, du Maroc à la Goutte d'Or ; Douarnenez ; Enfilenthropies à Paris ; Institut français d'Agadir ; Sidi Ifni ; résidence à Meknès…

### Livres
Ses Polaroids sont édités chez Corridor Éléphant et chez Éditions de l'Œil.
Il est l'auteur d'une pièce de théâtre, Babal Imperatrix forever qui met en scène Héliogabale, l'empereur romain décadent, dans un langage vernaculaire moderne. Son roman policier, Fleur de coin-coin, traversé de nombreuses références au Bas-Empire romain, est teinté de sa passion pour la numismatique.

### Musique
Membre du groupe underground La Fondation, il est l'auteur de la pochette et des paroles des 3 titres du vinyle Suis-je normale ? de Nini Raviolette (Celluloïd, 1980).